# Vyšný Orlík
Vyšný Orlík és un poble i municipi d'Eslovàquia. Es troba a la regió de Prešov, al nord del país.

## Història
La primera referència escrita de la vila data del 1414.

## Demografia
| Godina             | 1994 | 2004    | 2014   | 2024   |
| ------------------ | ---- | ------- | ------ | ------ |
| Nombre de persones | 367  | 413     | 376    | 385    |
| Diferència         |      | +12,53% | −8,95% | +2,39% |

| Godina             | 2023 | 2024 |
| ------------------ | ---- | ---- |
| Nombre de persones | 385  | 385  |
| Diferència         |      | +0%  |